# 90
| [ Edytuj tabelę ] |                         |
| Cesarz Chin       | - 88 Han Hedi 106       |
| Król Daków        | - 87 Decebal 106        |
| Władca Korei      | - 53 T’aejodae 146      |
| Król Nabatei      | - 70 Rabel II Soter 106 |
| Papież            | - 79 Anaklet 91         |
| Król Partów       | - 78 Pakorus II 105     |
| Cesarz Rzymu      | - 81 Domicjan 96        |

Rok 90 / XC
stulecia: I wiek p.n.e. ~
I wiek ~
II wiek

lata: 80 «
85 «
86 «
87 «
88 «
89 «
90
» 91
» 92
» 93
» 94
» 95
» 100

## Wydarzenia
- Ban Chao podbił Państwo Kuszanów[1]
- Marek Kokcejusz Nerwa został konsulem rzymskim[2]

## Urodzili się
- Kwintus Tinnejusz Rufus, polityk rzymski[3]

## Zmarli
- Pedanios Dioskurydes, grecki lekarz[4]